# Epizeuxis terrebralis
Epizeuxis terrebralis là một loài bướm đêm trong họ Noctuidae.